# سزار (ألبرتا)
سزار (بالإنجليزية: Czar, Alberta)‏ هي قرية تقع في كندا في ألبرتا. يقدر عدد سكانها بـ 167 نسمة ومساحتها 1.18 كم2 وترتفع عن سطح البحر 685 متر.